# Glanebach
Der Glanebach (auch Glane-Bach) ist ein rechter Zufluss der Hunte im Süden Niedersachsens.
Der Bach entspringt rund 150 Meter westlich der Landesgrenze von Niedersachsen und Nordrhein-Westfalen am Nordhang des Großen Kellenbergs im Wiehengebirge. Er entwässert den westlichsten Teil des Eggetals. Der Bach verläuft in südlicher Richtung im Tal zwischen Großem und Kleinem Kellenberg im Süden und dem Schwarzen Brink im Norden etwa parallel und südlich zur Passstraße „Im Glanetal“. Daher kann der Glane-Bach als Trennlinie zwischen dem Hauptkamm des Wiehengebirges im Süden und der im Norden vorgelagerten Egge gelten. Von seiner Quelle beginnend im weiteren Verlauf auf rund 2,5 Kilometer verläuft die administrative Grenze zwischen Bad Essen  und Melle im Zuge des Bachs. Er bildete daher auch die ehemalige Grenze der ehemaligen Gemeinde Büscherheide und der Bauernschaft Wildenberg.
Fast das gesamte Flusssystem ist Teil des Naturschutzgebietes Obere Hunte. Auf seinem Weg speist der Glanebach mehrere Fischteiche. Im Unterlauf passiert er ein Sägewerk. Die Energie des Wassers wurde zunächst für eine Ölmühle genutzt, die ab 1906 zu einer Sägemühle umgebaut wurde. Kurz vor der Mündung unterquert der Glanebach die L 83. Unweit der Dinosaurierfährten von Barkhausen mündet er auf rund 70 m Höhe in die hier noch junge und nur wenige Meter breite Hunte, die etwa ab diesem Punkt die Mittelgebirge hinter sich lässt und in die Norddeutsche Tiefebene einfließt.
Rund 1 km vor der Mündung in die Hunte mündet rechtsseitig ein vom Schwarzen Brink kommender rund 2 km langer Bach (GWK 49611122), der meist ebenfalls als Glanebach bezeichnet wird. Er speist auf seinem Weg ebenfalls mehrere Fischteiche. Eines seiner Quellgebiete sind die Fliegerquellen.